# دونغ يو
دونغ يو (بالصينية: 董宇) (15 يوليو 1994 بتشينغداو في الصين - ) هو لاعب كرة قدم صيني في مركز الهجوم. لعب مع جيجيانغ غرينتاون.

## وصلات خارجية
- دونغ يو على موقع قاعدة بيانات كرة القدم.إي يو (الإنجليزية)
- دونغ يو على موقع Soccerway.com (الإنجليزية)